# Ometídeos
Ometídeos (Omethidae) é uma família de Elateroidea às vezes conhecida como os besouros-falsos-soldados.

## Classificação e taxonomia
Existem cerca de 40 espécies em 11 gêneros, divididos em quatro subfamílias. Besouros de lábios longos (Telegeusinae) foram anteriormente tratados como uma família Telegeusidae, mas são mais recentemente tratados como uma subfamília dentro de Omethidae. De acordo com outros estudos recentes, Phengodidae pode incluir (ou ser um táxon irmão ) as telegeusinas.

### SubfamíliaDriloniinae
- Drilonius

### SubfamíliaMatheteinae
- Ginglymocladus
- Matheus

### SubfamíliaOmethinae
- Blatchleya
- Malthomethes
- Ometes
- Symphyomethes
- Troglometes

### SubfamíliaTelegeusinae
- Pseudocarumia
- Pseudotelegeuse
- Telegeusis